# Paris (Texas)
Paris város az USA Texas államában. Lakosainak száma 24 476 fő (2020. április 1.).

## Népesség
A település népességének változása:
| Lakosok száma | 25 898 | 25 171 | 24 476 |
|               | 2000   | 2010   | 2020   |